# L'Épicier
Ne doit pas être confondu avec Lépicier.
Pour les articles homonymes, voir Épicier (homonymie).
Pour plus de détails, voir Fiche technique et Distribution.
L'Épicier (The Grocery Boy) est un dessin animé de Mickey Mouse produit par Walt Disney pour Columbia Pictures et sorti le 3 février ou le 11 février 1932.

## Synopsis
Mickey et Pluto travaillent dans une épicerie et doivent livrer un colis chez Minnie. Mickey et Minnie jouent aux jeunes amoureux. Minnie fait semblant de ne pas voir Mickey ce qui l'énerve un peu. En voulant sortir de la maison, il ouvre la porte du placard de la table à repasser qu'il se prend sur la tête. Mickey se fait une bosse et Minnie lui fait un  bisou dessus, réduisant l'hématome. Minnie prépare une dinde au four, qui choisit ce moment pour émettre un panache de fumée. Minnie part éteindre le four et Mickey l'aide alors en cuisine sur fond musical et dans la bonne humeur. Minnie profite de ce que Mickey s'occupe des légumes pour finir un gâteau. Mais Pluto vole la dinde. Une folle course-poursuite s'ensuit qui voit la destruction de la maison de Minnie et du repas.

## Fiche technique
- Titre original : The Grocery Boy
- Autres titres[1] :
  - France : L'Épicier
  - Suède : Musse Pigg som springgrabb
- Série : Mickey Mouse
- Réalisateur : Wilfred Jackson
- Animateur : David Hand
- Voix : Walt Disney (Mickey), Marcellite Garner (Minnie)
- Producteur : Walt Disney, John Sutherland
- Distributeur : Columbia Pictures
- Date de sortie : 3 février[1] ou 11 février[2] 1932
- Format d'image : Noir et Blanc
- Son : Cinephone
- Durée : 7 min
- Langue : (en)
- Pays :  États-Unis

## Commentaires
On peut remarquer durant la cavalcade Mickey transformé par la farine en un buste de Napoléon puis à cause de la suie du feu, en un buste de nègre.